# Warsy

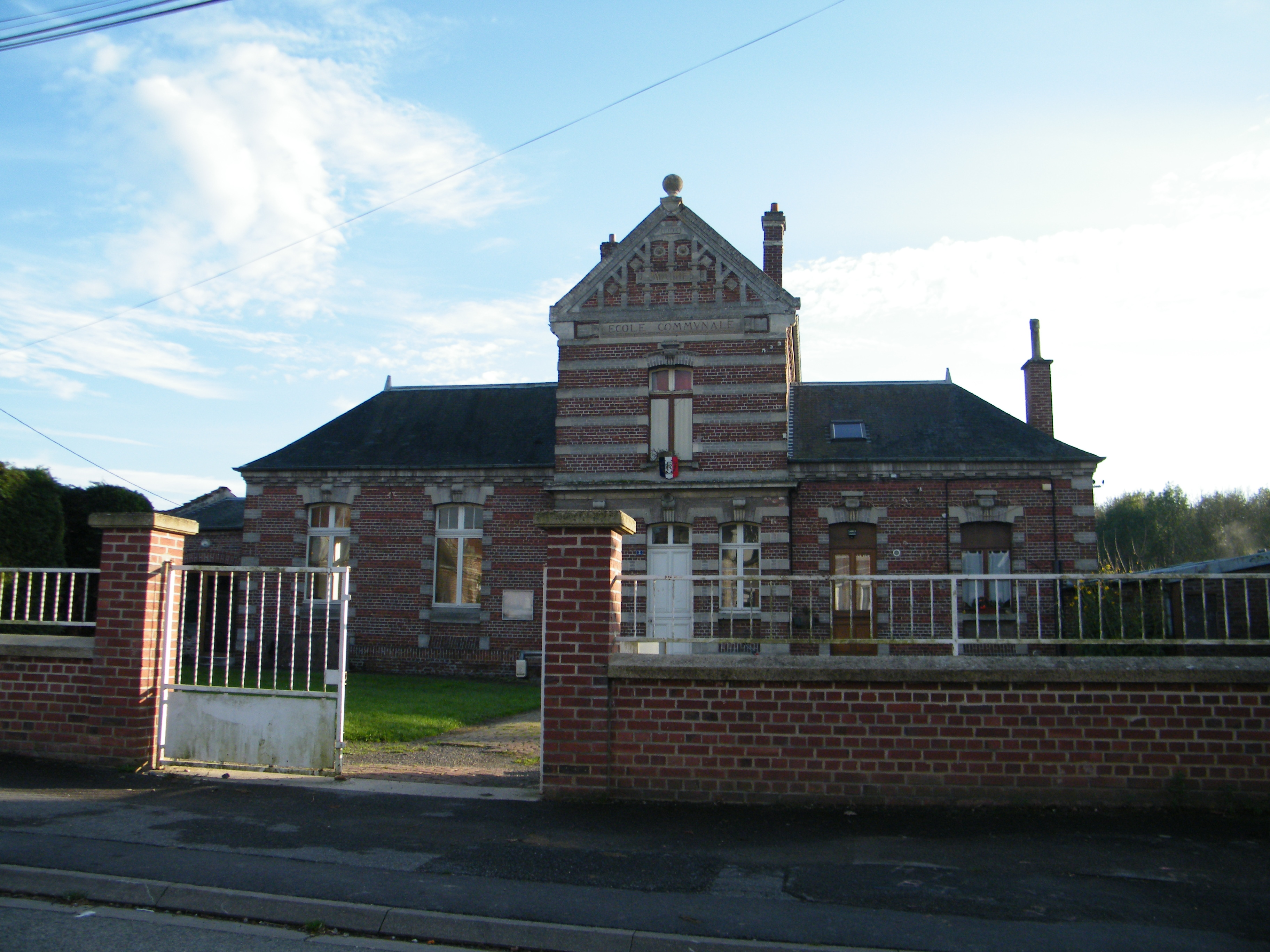
Gemeindehaus, ehemalige Schule, Warsy

Warsy ist eine französische Gemeinde mit 136 Einwohnern (Stand 1. Januar 2022) im Département Somme in der Region Hauts-de-France. Sie gehört zum Arrondissement Montdidier und zum Kanton Roye.

## Geografie
Warsy liegt an der Avre, 95 Kilometer nordöstlich von Paris, etwa 30 Kilometer südöstlich von Amiens, 28 Kilometer nordwestlich von Noyon und etwa 9 Kilometer nordöstlich des Kantons- und Arrondissementshauptorts Montdidier, zwischen den Nachbargemeinden Guerbigny im Nordosten und Becquigny im Südwesten.

## Geschichte
Vom 12. bis 14. Jahrhundert war Warsy Lehen einer Familie namens Tournelle, während des 16. Jahrhunderts gehörte es einer Familie namens Chambly. Durch Heirat gelangte es 1638 in den Besitz von Jacques de Rune, Baron von Fouquesolles. Es verblieb bis zur Französischen Revolution (1789–1799) im Besitz seiner Familie. Im Spanisch-Französischen Krieg (1635–1659), der eine Folge des Dreißigjährigen Kriegs (1618–1648) war, wurden Teile der Ortschaft zerstört.
1793 erhielt Warsy als Warcy im Zuge der Französischen Revolution den Status einer Gemeinde und 1801 (unter dem heutigen Namen) das Recht auf kommunale Selbstverwaltung. Bis zum Bau der Kirche Sainte-Marie-Madeleine im 19. Jahrhundert, war Warsy Teil der Pfarrei Guerbigny.
Während des Zweiten Weltkriegs (1939–1945) war Warsy von deutschen Truppen besetzt und wurde 1944 von Forces françaises libres (Freie Französische Streitkräfte) befreit.

## Sehenswürdigkeiten
Das Schloss von Warsy wurde um 1725 im Auftrag von Marquis Jacques-Antoine de Rune erbaut. Es blieb auch nach der Französischen Revolution bis 1968 im Besitz der Familie. Im Ersten Weltkrieg (1914–1918) wurde das Schloss stark beschädigt und später, von 1923 bis 1928, restauriert. Es befindet sich im Privatbesitz.